# Acacia intorta
Acacia intorta är en ärtväxtart som beskrevs av Bruce R. Maslin. Acacia intorta ingår i släktet akacior, och familjen ärtväxter. Inga underarter finns listade i Catalogue of Life.